# Сезар (кинопремия, 1977)
2-я церемония вручения наград премии «Сезар» (также известной как Ночь Сезара (фр. Nuit des César)) за заслуги в области французского кинематографа за 1976 год состоялась 19 февраля 1977 года в концертном зале «Плейель» (Париж, Франция). Президентом церемонии выступил актёр Лино Вентура.
Лучшим фильмом была признана экзистенциальная драма Джозефа Лоузи «Месье Кляйн», также забравшая награды за лучшую режиссёрскую работу и лучшие декорации. Мари-Франс Пизье второй год подряд была признана лучшей актрисой второго плана.

## Список лауреатов и номинантов
Количество наград/номинаций:
- 3/9: «Барокко»
- 3/7: «Месье Кляйн»
- 3/6: «Судья и убийца»
- 1/6: «Лучший способ маршировки»
- 1/3: «И слоны бывают неверны» / «Мадо» / «Полицейский кольт „Питон 357“»
- 0/3: «Игрушка»
- 1/2: «Доктор Франсуаза Гайян» / «Суперплут»
- 0/2: «Женщина в окне» / «Я тебя люблю… Я тебя тоже нет»
- 1/1: «Une histoire de ballon: Lycée n° 31 Pékin» / «Comment ça va je m'en fous» / «Un comédien sans paradoxe» / «Мы так любили друг друга»

### Основные категории
• Победители выделены отдельным цветом. 
| Категории                                                                              | Лауреаты и номинанты                                                                           | Лауреаты и номинанты                                                                         |                                                        |
| -------------------------------------------------------------------------------------- | ---------------------------------------------------------------------------------------------- | -------------------------------------------------------------------------------------------- | ------------------------------------------------------ |
| Лучший фильм                                                                           | • Месье Кляйн / Monsieur Klein (режиссёр: Джозеф Лоузи)                                        | • Месье Кляйн / Monsieur Klein (режиссёр: Джозеф Лоузи)                                      |                                                        |
| Лучший фильм                                                                           | • Барокко / Barocco (режиссёр: Андре Тешине)                                                   |                                                                                              |                                                        |
| Лучший фильм                                                                           | • Судья и убийца / Le Juge et l'Assassin (режиссёр: Бертран Тавернье)                          |                                                                                              |                                                        |
| Лучший фильм                                                                           | • Лучший способ маршировки / La Meilleure Façon de marcher (режиссёр: Клод Миллер)             |                                                                                              |                                                        |
| Лучший режиссёр                                                                        |                                                                                                | • Джозеф Лоузи за фильм «Месье Кляйн»                                                        | • Джозеф Лоузи за фильм «Месье Кляйн»                  |
| Лучший режиссёр                                                                        | • Андре Тешине — «Барокко»                                                                     |                                                                                              |                                                        |
| Лучший режиссёр                                                                        | • Бертран Тавернье — «Судья и убийца»                                                          |                                                                                              |                                                        |
| Лучший режиссёр                                                                        | • Клод Миллер — «Лучший способ маршировки»                                                     |                                                                                              |                                                        |
| Лучший актёр                                                                           |                                                                                                | • Мишель Галабрю — «Судья и убийца» (за роль сержанта Жозефа Бувье)                          |                                                        |
| Лучший актёр                                                                           | • Ален Делон — «Месье Кляйн» (за роль месье Робера Кляйна)                                     |                                                                                              |                                                        |
| Лучший актёр                                                                           | • Жерар Депардьё — «Последняя женщина» (за роль Жерара)                                        |                                                                                              |                                                        |
| Лучший актёр                                                                           | • Патрик Девер — «Лучший способ маршировки» (за роль Марка)                                    |                                                                                              |                                                        |
| Лучшая актриса                                                                         |                                                                                                | • Анни Жирардо — «Доктор Франсуаза Гайян» (фр.) (за роль Франсуазы Гайян)                    |                                                        |
| Лучшая актриса                                                                         | • Изабель Аджани — «Барокко» (за роль Лор)                                                     |                                                                                              |                                                        |
| Лучшая актриса                                                                         | • Миу-Миу — «Ф… как Фэрбэнкс» (за роль Мари)                                                   |                                                                                              |                                                        |
| Лучшая актриса                                                                         | • Роми Шнайдер — «Женщина в окне» (фр.) (за роль Марго Санторини)                              |                                                                                              |                                                        |
| Лучший актёр второго плана                                                             |                                                                                                | • Клод Брассёр — «И слоны бывают неверны» (за роль Даниэля) и «Суперплут» (за роль Ари)      |                                                        |
| Лучший актёр второго плана                                                             | • Жан-Клод Бриали — «Судья и убийца» (за роль Вильдье)                                         |                                                                                              |                                                        |
| Лучший актёр второго плана                                                             | • Шарль Деннер — «Если бы начать сначала» (фр.) (за роль адвоката)                             |                                                                                              |                                                        |
| Лучший актёр второго плана                                                             | • Жак Дютрон — «Мадо» (фр.) (за роль Пьера)                                                    |                                                                                              |                                                        |
| Лучшая актриса второго плана                                                           |                                                                                                | • Мари-Франс Пизье — «Барокко» (за роль Нелли)                                               |                                                        |
| Лучшая актриса второго плана                                                           | • Анни Дюпре — «И слоны бывают неверны» (за роль Шарлотты)                                     |                                                                                              |                                                        |
| Лучшая актриса второго плана                                                           | • Брижит Фоссе — «Добрые и злые» (за роль Доминик Бланшо)                                      |                                                                                              |                                                        |
| Лучшая актриса второго плана                                                           | • Франсин Расетт (фр.) — «Свет» (фр.) (за роль Жюльенны)                                       |                                                                                              |                                                        |
| Лучший сценарий, диалоги и адаптация (фр. Meilleur Scénario, Dialogues ou Adaptation)  |                                                                                                | • Жан Оранш (фр.), Бертран Тавернье — «Судья и убийца»                                       | • Жан Оранш (фр.), Бертран Тавернье — «Судья и убийца» |
| Лучший сценарий, диалоги и адаптация (фр. Meilleur Scénario, Dialogues ou Adaptation)  | • Франсис Вебер — «Игрушка»                                                                    |                                                                                              |                                                        |
| Лучший сценарий, диалоги и адаптация (фр. Meilleur Scénario, Dialogues ou Adaptation)  | • Люк Беро (фр.), Клод Миллер — «Лучший способ маршировки»                                     |                                                                                              |                                                        |
| Лучший сценарий, диалоги и адаптация (фр. Meilleur Scénario, Dialogues ou Adaptation)  | • Жан-Лу Дабади (фр.) — «И слоны бывают неверны»                                               |                                                                                              |                                                        |
| Лучшая музыка к фильму                                                                 | • Филипп Сард — «Барокко» и «Судья и убийца»                                                   | • Филипп Сард — «Барокко» и «Судья и убийца»                                                 |                                                        |
| Лучшая музыка к фильму                                                                 | • Морт Шуман — «К нам, маленькие англичанки!» (фр.)                                            |                                                                                              |                                                        |
| Лучшая музыка к фильму                                                                 | • Жорж Делерю — «Суперплут»                                                                    |                                                                                              |                                                        |
| Лучшая музыка к фильму                                                                 | • Серж Генсбур — «Я тебя люблю… Я тебя тоже нет»                                               |                                                                                              |                                                        |
| Лучшая музыка к фильму                                                                 | • Жорж Делерю — «Полицейский кольт „Питон 357“»                                                |                                                                                              |                                                        |
| Лучший монтаж                                                                          | • Мари-Жозеф Йойотт (фр.) — «Полицейский кольт „Питон 357“»                                    | • Мари-Жозеф Йойотт (фр.) — «Полицейский кольт „Питон 357“»                                  |                                                        |
| Лучший монтаж                                                                          | • Клодин Мерлен (фр.) — «Барокко»                                                              |                                                                                              |                                                        |
| Лучший монтаж                                                                          | • Анри Ланоэ (фр.) — «Месье Кляйн»                                                             |                                                                                              |                                                        |
| Лучший монтаж                                                                          | • Жан Равель (фр.) — «Женщина в окне»                                                          |                                                                                              |                                                        |
| Лучшая работа оператора                                                                |                                                                                                | • Брюно Нюиттен — «Барокко» и «Лучший способ маршировки»                                     |                                                        |
| Лучшая работа оператора                                                                | • Клод Ренуар — «Доктор Франсуаза Гайян»                                                       |                                                                                              |                                                        |
| Лучшая работа оператора                                                                | • Этьен Бекер (фр.) — «Игрушка»                                                                |                                                                                              |                                                        |
| Лучшая работа оператора                                                                | • Джерри Фишер (англ.) — «Месье Кляйн»                                                         |                                                                                              |                                                        |
| Лучшая работа оператора                                                                | • Этьен Бекер — «Полицейский кольт „Питон 357“»                                                |                                                                                              |                                                        |
| Лучшая работа оператора                                                                | • Клод Ренуар — «Верная женщина» (фр.)                                                         |                                                                                              |                                                        |
| Лучшие декорации (фр. Meilleurs décors)                                                | • Александр Траунер — «Месье Кляйн»                                                            | • Александр Траунер — «Месье Кляйн»                                                          |                                                        |
| Лучшие декорации (фр. Meilleurs décors)                                                | • Фердинандо Скарфьотти — «Барокко»                                                            |                                                                                              |                                                        |
| Лучшие декорации (фр. Meilleurs décors)                                                | • Бернар Эвейн (фр.) — «Игрушка»                                                               |                                                                                              |                                                        |
| Лучшие декорации (фр. Meilleurs décors)                                                | • Пьер Гюффруа — «Жилец»                                                                       |                                                                                              |                                                        |
| Лучшие декорации (фр. Meilleurs décors)                                                | • Пьер Гюффруа — «Мадо»                                                                        |                                                                                              |                                                        |
| Лучший звук                                                                            | • Жан-Пьер Ру (фр.) — «Мадо»                                                                   | • Жан-Пьер Ру (фр.) — «Мадо»                                                                 |                                                        |
| Лучший звук                                                                            | • Поль Лайне (фр.) — «Барокко»                                                                 |                                                                                              |                                                        |
| Лучший звук                                                                            | • Антуан Бонфанти (фр.) — «Я тебя люблю… Я тебя тоже нет»                                      |                                                                                              |                                                        |
| Лучший звук                                                                            | • Поль Лайне — «Лучший способ маршировки»                                                      |                                                                                              |                                                        |
| Лучший звук                                                                            | • Жан Лабюсьер (фр.) — «Месье Кляйн»                                                           |                                                                                              |                                                        |
| Лучший короткометражный документальный фильм (фр. Meilleur Court-métrage documentaire) | • Une histoire de ballon: Lycée n° 31 Pékin (режиссёры: Марселин Лоридан Ивенс, Йорис Ивенс)   | • Une histoire de ballon: Lycée n° 31 Pékin (режиссёры: Марселин Лоридан Ивенс, Йорис Ивенс) |                                                        |
| Лучший короткометражный документальный фильм (фр. Meilleur Court-métrage documentaire) | • L'atelier de Louis (режиссёр: Дидье Пурсель)                                                 |                                                                                              |                                                        |
| Лучший короткометражный документальный фильм (фр. Meilleur Court-métrage documentaire) | • L'eruption de la montagne pelée (режиссёр: Маноло Отеро)                                     |                                                                                              |                                                        |
| Лучший короткометражный документальный фильм (фр. Meilleur Court-métrage documentaire) | • Hongrie vers quel socialisme? (режиссёр: Клод Вайз)                                          |                                                                                              |                                                        |
| Лучший короткометражный документальный фильм (фр. Meilleur Court-métrage documentaire) | • Les murs d'une révolution (режиссёр: Жан-Поль Декисс)                                        |                                                                                              |                                                        |
| Лучший короткометражный документальный фильм (фр. Meilleur Court-métrage documentaire) | • Ответ женщин / Réponses de femmes: Notre corps, notre sexe (режиссёр: Аньес Варда)           |                                                                                              |                                                        |
| Лучший короткометражный игровой фильм (фр. Meilleur court métrage de fiction)          | • Comment ça va je m'en fous (режиссёр: Франсуа де Рубэ)                                       | • Comment ça va je m'en fous (режиссёр: Франсуа де Рубэ)                                     |                                                        |
| Лучший короткометражный игровой фильм (фр. Meilleur court métrage de fiction)          | • Chaleurs d'été (режиссёр: Жан-Луи Леконте)                                                   |                                                                                              |                                                        |
| Лучший короткометражный игровой фильм (фр. Meilleur court métrage de fiction)          | • Le destin de Jean-Noël (режиссёр: Габриэль Ауэр)                                             |                                                                                              |                                                        |
| Лучший короткометражный игровой фильм (фр. Meilleur court métrage de fiction)          | • L'enfant prisonnier (режиссёр: Жан-Мишель Карре)                                             |                                                                                              |                                                        |
| Лучший короткометражный игровой фильм (фр. Meilleur court métrage de fiction)          | • L'hiver approche (режиссёр: Жорж Бенсуссан)                                                  |                                                                                              |                                                        |
| Лучший короткометражный игровой фильм (фр. Meilleur court métrage de fiction)          | • La nuit du beau marin peut-être (режиссёр: Франк Верпилья)                                   |                                                                                              |                                                        |
| Лучший короткометражный анимационный фильм (фр. Meilleur Court-métrage d'animation)    | • Un comédien sans paradoxe (режиссёр: Робер Лапужад)                                          | • Un comédien sans paradoxe (режиссёр: Робер Лапужад)                                        |                                                        |
| Лучший короткометражный анимационный фильм (фр. Meilleur Court-métrage d'animation)    | • Bactéries nos amies (режиссёр: Мишель Боше)                                                  |                                                                                              |                                                        |
| Лучший короткометражный анимационный фильм (фр. Meilleur Court-métrage d'animation)    | • Завтрак утром / Déjeuner du matin (режиссёр: Патрик Бокановский)                             |                                                                                              |                                                        |
| Лучший короткометражный анимационный фильм (фр. Meilleur Court-métrage d'animation)    | • L'empreinte (режиссёр: Жак Кардон)                                                           |                                                                                              |                                                        |
| Лучший короткометражный анимационный фильм (фр. Meilleur Court-métrage d'animation)    | • Oiseau de nuit (режиссёр: Бернар Паласиос)                                                   |                                                                                              |                                                        |
| Лучший короткометражный анимационный фильм (фр. Meilleur Court-métrage d'animation)    | • La Rosette arrosée (режиссёр: Поль Допфф)                                                    |                                                                                              |                                                        |
| Лучший иностранный фильм (фр. Meilleur film étranger)                                  | • Мы так любили друг друга / C'eravamo tanto amati (Италия, режиссёр: Этторе Скола)            | • Мы так любили друг друга / C'eravamo tanto amati (Италия, режиссёр: Этторе Скола)          |                                                        |
| Лучший иностранный фильм (фр. Meilleur film étranger)                                  | • Барри Линдон / Barry Lyndon (Великобритания, США, режиссёр: Стэнли Кубрик)                   |                                                                                              |                                                        |
| Лучший иностранный фильм (фр. Meilleur film étranger)                                  | • Выкорми ворона / Cría cuervos (Испания, режиссёр: Карлос Саура)                              |                                                                                              |                                                        |
| Лучший иностранный фильм (фр. Meilleur film étranger)                                  | • Пролетая над гнездом кукушки / One Flew Over the Cuckoo's Nest (США, режиссёр: Милош Форман) |                                                                                              |                                                        |

### Специальная награда
| Награда          | Лауреаты                   |
| ---------------- | -------------------------- |
| Почётный «Сезар» | • Жак Тати                 |
| Почётный «Сезар» | • Анри Ланглуа (посмертно) |